# Martin Pickford

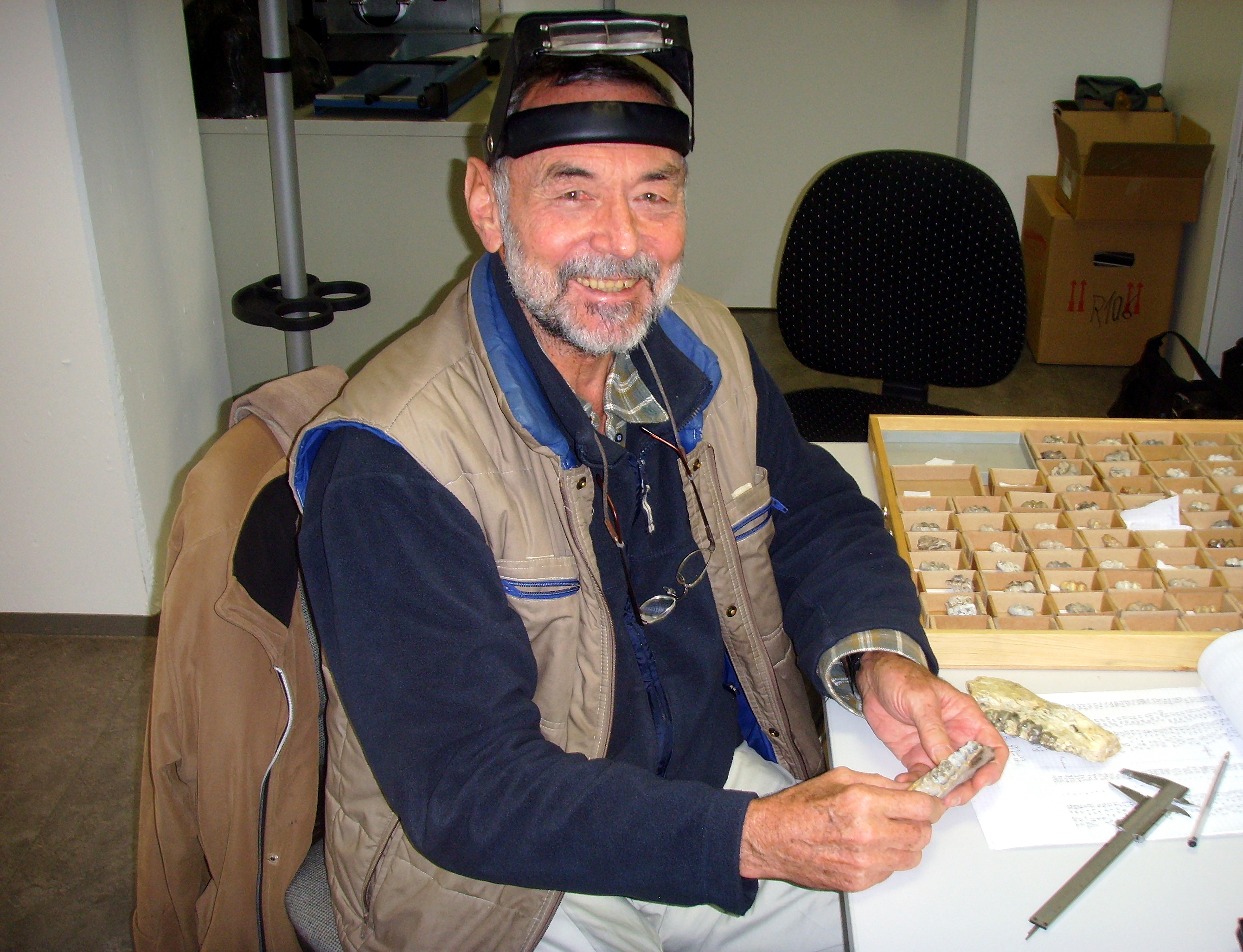
Martin Pickford, 2011, beim Bestimmen von fossilen indonesischen Schweinezähnen aus der Fundschicht von Homo erectus in Sangiran

 Martin Hubert Luke Pickford (* 18. Oktober 1943 in Trowbridge, Wiltshire, England) ist ein britischer Paläontologe und ein Experte für die Biostratigraphie und die Biogeographie des Neogen. Pickford entdeckte unter anderem das erste Fossil von Orrorin tugenensis, einer ausgestorbenen Art der Menschenaffen, die im oberen Miozän in Kenia vorkam und möglicherweise zum Formenkreis der frühesten Hominini gehört. Gemeinsam mit Brigitte Senut definierte er ferner die Gattung Ugandapithecus, eine Klade fossiler Primaten des frühen und mittleren Miozäns in Afrika. Pickford ist Senior Lecturer am Collège de France in Paris.

## Leben
Martin Pickford verbrachte seine Jugend in Kenia, wo er in Kitale zur Grundschule ging. Danach besuchte er die Duke of York School in Nairobi. Von 1961 bis 1966 diente er in der British Army. Nach dem Abschluss des Militärdienstes war er 1966 für die National Museums of Kenya tätig, wo er nach Abschluss seines Studiums erneut beschäftigt wurde.
Von 1967 bis 1975 studierte Pickford zunächst Geologie und später unter anderem Paläontologie; er erwarb den Bachelor-Abschluss an der Dalhousie University in Halifax (Kanada) und den Doktor-Grad an der University of London mit einer Studie über  Stratigraphy and palaeoecology of five Late Cenozoic formations in the Kenya Rift Valley. Nach seiner Tätigkeit für das Nationalmuseum von Kenia von 1978 bis 1984 lehrte er im Jahr 1985 an der Universität Mainz, wechselte aber bereits im folgenden Jahr nach Paris ans Collège de France, wo er seitdem forscht und lehrt.
Martin Pickford ist verheiratet mit Brigitte Senut, das Paar hat zwei Kinder. Neben dem beruflichen Wohnsitz in Paris hat die Familie ihren Wohnsitz in Badingham, Suffolk Coastal (England).

## Forschung
Martin Pickford kartierte zahlreiche bedeutende paläontologische Fundstätten, darunter Gebiete in den Siwaliks in Pakistan, im kenianischen und ugandischen Abschnitt des Rift Valleys, im Namib-Naukluft-Nationalpark, im Etosha-Nationalpark und in Farafra (Ägypten). Einige Gebiete in Uganda und Namibia, die Pickford kartierte, erwiesen sich als Fundorte von Öl- und Diamantenvorkommen.
Pickford war u. a. beteiligt an der Entdeckung der ersten Fossilien von Samburupithecus in Kenia und Otavipithecus in Namibia sowie von Kogolepithecus, Iriripithecus, Karamojapithecus und Dendropithecus ugandensis in Uganda. Ein besonderer Fund war zudem 1974 der erste Zahn der Gattung Orrorin sowie die Entdeckung weiterer ihr zugehöriger Fossilien im Jahr 2000.
Über Pickfords Expertise für die Biostratigraphie und die Biogeographie des Neogen gilt er als Experte für fossile afrikanische Säugetiere aus dem Känozoikum, speziell für Erdferkel (Orycteropodidae), Rüsseltiere (Proboscidea), Anthracotheriidae und Chalicotherien sowie für Altweltliche Schweine (Suidae), die häufig auch als Leitfossilien im Rahmen biostratigraphischer Altersbestimmungen herangezogen werden.
Pickford leitet seit 1985 die Uganda Palaeontology Expedition, in Zusammenarbeit mit der Geological Survey of Uganda, dem Uganda Museum und dem Uganda National Council for Science and Technology. Seit 1991 leitet er ferner die Namibia Palaeontology Expedition, in Zusammenarbeit mit dem Geological Survey of Namibia, dem Namibian National Monuments Council und der Namdeb Diamond Corporation. Zudem ist er seit 1997 Mitorganisator der Kenya Palaeontology Expedition, in Zusammenarbeit mit dem Community Museums of Kenya, der Orrorin Community Organisation und (seit 2010) der Egerton University.
Das Kipsaraman Community Museum, das unter anderem dem Fund von Orrorin tugenensis gewidmet ist, unterstützte Pickford 2002 während dessen Aufbau und bei der Herstellung der Dauerausstellung. In ähnlicher Weise leistete er 2010 Aufbauhilfe für das Moroto-Museum, das unter anderem dem Fund von Morotopithecus bishopi gewidmet ist. Bereits 1992 hatte er eine Dauerausstellung im Uganda Museum in Kampala eingerichtet, wo zahlreiche in Uganda entdeckte Fossilien verwahrt werden.

## Dedikationsnamen
Martin Pickford zu Ehren wurden u. a. folgende fossile Arten benannt:
- Nyanzapithecus pickfordi – ein miozäner Affe (1986)
- Lopholistriodon pickfordi – ein miozänes Schwein (1996)
- Pseudocetorhinus pickfordi – ein Riesenhai aus dem Obertrias (1998)
- Tugenchromis pickfordi – ein miozäner Buntbarsch (2017)

## Schriften (Auswahl)
- Late Miocene sediments and fossils from the Northern Kenya Rift Valley. In: Nature, Band 256, 1975, S. 279–284, doi:10.1038/256279a0
- Uplift of the roof of africa and its bearing on the evolution of mankind. In: Human Evolution. Band 5, Nr. 1, 1990, S. 1–20, doi:10.1007/BF02436472
- mit Brigitte Senut: Geology and palaeobiology of the Albertine Rift Valley, Uganda-Zaire. Vol. 2 : Palaeobiology-Paléobiologie. In: Occas. Publ. CIFEG, Band 29, 1994, S. 1–424
- mit Brigitte Senut: Geology and Palaeobiology of the Namib Desert, Southwestern Africa. In: Memoir of the Geological Survey of Namibia, Band 18, 1999, S. 1–155
- mit Brigitte Senut et al.: A new genus of Early Miocene hominoid from East Africa: Ugandapithecus major (Le Gros Clark & Leakey, 1950). In: Les Comptes Rendus Palevol de l’Académie des Sciences de Paris, Band 331, 2000, S. 227–233
- mit Brigitte Senut et al.: First hominid from the Miocene (Lukeino Formation, Kenya). In: Comptes Rendus de l'Académie des Sciences – Series IIA – Earth and Planetary Science, Band 332 (2), 2001, S. 137–144, doi:10.1016/S1251-8050(01)01529-4
- mit Brigitte Senut (Hrsg.): Geology and Palaeobiology of the Central and Southern Namib, Vol. 2: Palaeontology of the Orange River Valley, Namibia. In: Memoir of the Geological Survey of Namibia, Band 19, 2003, S. 1–398
- mit Brigitte Senut: Geology and Palaeobiology of the Northern Sperrgebiet: general conclusions and summary. In: Memoir of the Geological Survey of Namibia, Band 20, 2008, S. 555–574
- mit Brigitte Senut et al.: Distinctiveness of Ugandapithecus from Proconsul. In: Estudios Geológicos, Band 65, Nr. 2, 2009, S. 183–241, doi:10.3989/egeol.39926.071
- mit Sarah Musalizi, Brigitte Senut et al.: Small apes from the Early Miocene of Napak, Uganda. In: Geo-Pal Uganda, Band 3, 2010, S. 1–111.
- mit Brigitte Senut et al.: Revision of the Miocene Hominoidea from Moroto I and II, Uganda. In: Geo-Pal Uganda. Band 10, 2017, S. 1–32, Volltext.
- mit Brigitte Senut, Dominique Gommery, Sarah Musalizi und Christopher Ssebuyungo: Descriptive catalogue of large ape dento-gnathic remains from the early and middle Miocene of Napak, Uganda: 2010–2020 collections. In: Geo-Pal Uganda. Band 17, 2020, S. 1–61.
- mit Brigitte Senut et al.: Revision of the smaller-bodied anthropoids from Napak, early Miocene, Uganda: 2011–2020 collections. In: Münchner Geowissenschaftliche Abhandlungen. Band 51, 2021, S. 1–135, ISBN 978-3-89937-267-0. ISSN 0177-0950.

## Belege
1. ↑  William Haviland, Dana Walrath, Harald Prins, Bunny McBride: Evolution and Prehistory. The Human Challenge. Cengage Learning 2007, S. 122.
2. ↑  Brigitte Senut, Martin Pickford, Dominique Gommery, Pierre Mein, Kiptalam Cheboi, Yves Coppens: First hominid from the Miocene (Lukeino Formation, Kenya). In: Comptes Rendus Academie Des Sciences Paris. Serie 2: Sciences De La Terre Et Des Planetes. Fascicule A. Band 332, 2001, S. 137–144, (Volltext (PDF), 145 kB)

| Personendaten    | Personendaten                                     |
| ---------------- | ------------------------------------------------- |
| NAME             | Pickford, Martin                                  |
| ALTERNATIVNAMEN  | Pickford, Martin Hubert Luke (vollständiger Name) |
| KURZBESCHREIBUNG | britischer Paläontologe und Paläoanthropologe     |
| GEBURTSDATUM     | 18. Oktober 1943                                  |
| GEBURTSORT       | Trowbridge, Wiltshire, England                    |